# Gaz de France
Gaz de France è stata una società francese operante nel settore energetico, in particolare nel trasporto e nella distribuzione di gas naturale. È stata fondata nel 1946; nel 2008, per fusione propria con Suez, è confluita in GDF Suez.

## Storia
Gaz de France è nata dopo la seconda guerra mondiale, insieme alla compagnia gemella Électricité de France (EDF) con la legge di nazionalizzazione dell'elettricità e del gas dell'8 aprile 1946. È nata dalla fusione delle quasi totalità delle società private sul territorio nazionale.
Per insediarsi sul territorio, ottiene dei contratti di concessione con gli enti locali dove interviene come operatore. Non ha mai avuto monopolio, sia per l'approvvigionamento sia per la distribuzione alle imprese ed agli utenti.
La Legge 2004-803 del 9 agosto 2004, trasforma Gaz de France in società anonima e autorizza la sua parziale privatizzazione limitando al 30% la parte degli interessi privati.
Ufficialmente per bloccare la minaccia di un'OPA ostile di Enel, il 25 febbraio 2006 il governo francese guidato da Dominique de Villepin annunciò la fusione col gruppo privato franco-belga Suez; tale fusione fu criticata da tutta la sinistra e da una parte della destra, che temevano la perdita di uno degli ultimi mezzi per bloccare il rialzo dei prezzi. Anche Nicolas Sarkozy per diversi mesi si è mostrato contrario al progetto del governo Villepin di fondere le due imprese, ma ha in seguito ha accettato la proposta governativa.
La Legge n° 2006-1537 del 7 dicembre 2006, relativa al settore dell'energia, ha quindi autorizzato la privatizzazione di Gaz de France.
Il 2 settembre 2007 i consigli di amministrazione di Gaz de France e Suez hanno approvato le nuove linee per il progetto di fusione tra le due società, che si è poi concretizzata l'anno seguente, con la creazione il 22 luglio 2008 del gruppo GDF Suez.

## Direzione dell'impresa
- Robert Hirsch : 1970-1975
- Pierre Alby : 1979-1986
- Jacques Fournier : 1986-1988
- Françis Gutmann :1988-1993
- Loïk Le Floch-Prigent : 1993-1996
- Pierre Gadonneix : 1996-2004
- Jean-François Cirelli : da 2004